# Улица Ин Ереванцу

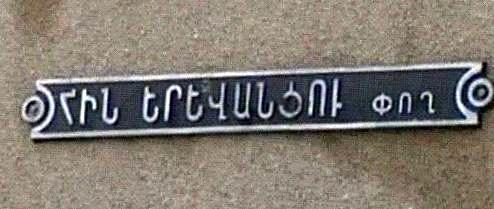

Улица Ин Ереванцу (арм. Հին Երևանցու փողոց, Улица старого ереванца) — короткая (около 500 метров) улица в Ереване, в центральном районе Кентрон, проходит от улицы Пушкина к проспекту Месропа Маштоца.

## История
Одна из сохранившихся улиц досоветского Еревана. В XIX веке называлась Садовая, в XX веке носила имя Тельмана, затем Камо, Лалаянца. Современное название в честь старых ереванцев.
Улица прерывается главной пешеходной улицей Еревана — Северным проспектом. Задуманный ещё в планах реконструкции города архитектора Александра Таманяна в 1900-х годах, проспект стал прокладываться только в 2000-х годах. Прежняя застройка была снесена и заменена элитными зданиями жилых домов, офисов, магазинов, ресторанов.

## Известные жители

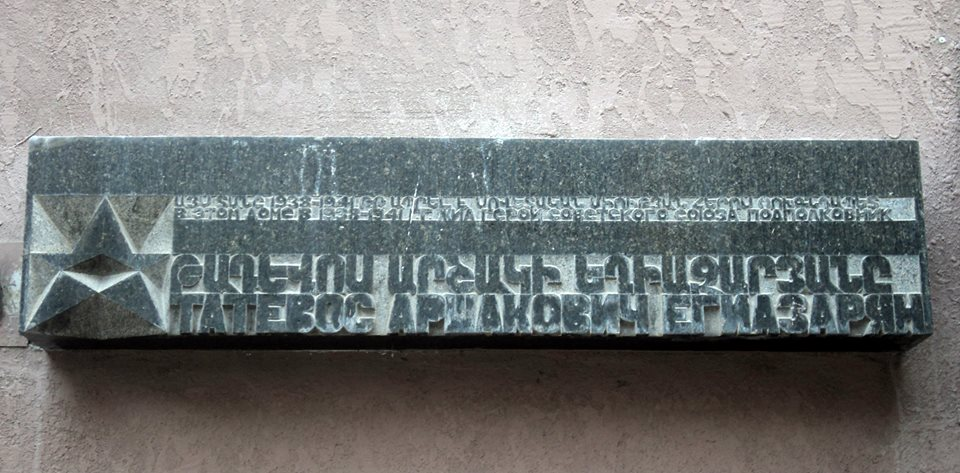
Мемориальная доска Егиазаряну

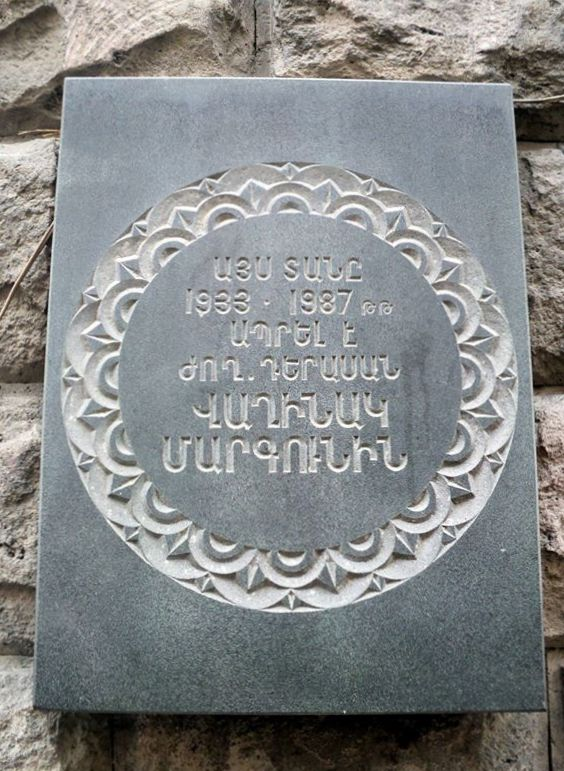
Мемориальная доска Маргуни

д. 37/25 — Герой Советского Союза Татевос Егиазарян (мемориальная доска)
д. 37/25 — Народный артист Армянской ССР Вагинак Маргуни (мемориальная доска)

## Достопримечательности
Бывший доходный дом Ханзадяна.